# 奇襲
奇襲（きしゅう、英語: surprise、フランス語: coup de main）は、敵の予期しない時期・場所・方法により攻撃を加えることにより、敵を混乱させて反撃の猶予を与えない攻撃方法をいう。敵の混乱に乗じて士気を減衰させ、より大きな損害を与えることが期待できる。
「奇襲」は敵の不意をつく攻撃であり、「強襲」（assault）とは陣地や要塞で防御を固めた敵に対する圧倒的な戦力を用いた攻撃であり、「急襲」（raid, sudden attack）とは不意を突きつつの迅速な攻撃であり、これらは類似概念として区別される。

## 戦略的な奇襲
戦略的な奇襲は、戦争が始まるような関係ではなかった、政治的なチャネルが継続している、宣戦布告がない、など防御側が戦争状態となることを十分に予期していなかった状況で、一方的に開始される戦闘行為である。
開戦に準備される作戦などには、部隊の動員と集結、補給物資の調達など、数ヶ月の準備期間を要する。こうした動きは敵側も容易に察知できるため、戦略的な奇襲は、防御側の無知や怠慢といった状況がなければ成り立ちにくい。例えば、ナチス・ドイツのソ連侵攻（バルバロッサ作戦、1941年6月22日）の際は、ソ連の情報機関がドイツ軍の動向を察知していたにもかかわらず、スターリンはこれをドイツとソ連とを戦わせるためのイギリスの謀略であると考えて、情報を故意に握り潰したとされている。
他の事例としては、カルタゴのハンニバルによる第二次ポエニ戦争の開始（紀元前219年）や、ナチス・ドイツおよびソ連軍によるポーランド侵攻（1939年9月）、日本海軍による真珠湾攻撃（1941年12月8日）があげられる。

## 作戦的な奇襲
作戦的な奇襲は、主として戦闘状態にあって
- 予期していないタイミング・方面・方角で開始された
- 攻撃側の速度においつかず、守備の準備ができていない
- なんらかの推測のもとに、攻撃がないものと判断した

場合を指す戦闘行為である。
ロシア陸軍は伝統的に奇襲を重視しており、作戦も奇襲を前提とした上で組み立てることが多い。日本では、桶狭間の戦いにおける織田信長軍のもの、一ノ谷の戦いの源義経のそれが著名となっている（桶狭間については奇襲の意図は無かったという説もあるが、奇襲という認識が一般的である）。第二次世界大戦でドイツ陸軍が行った電撃戦も、伝統的な塹壕戦の概念を新構想と速度で打ち破ったものであり、広い意味での奇襲の1つと言える。

## 戦術的な奇襲
戦術的な奇襲は、小規模な部隊によって行われる戦闘行為である。作戦的な行動における陽動や伏兵などもこれに含まれる。
ベトナム戦争において、北ベトナム軍は積極的にゲリラ戦を行い戦力と士気を削いだ。また、第二次世界大戦でドイツ軍の北アフリカ戦線を指揮したエルヴィン・ロンメルは奇襲が巧みであり、しばしば「砂漠の狐」と称された。

## その他
- 上記の他に相手が予想し得ない、もしくは実用化に成功していないか、重要視していない兵器などを用いて、有利な戦局を導き出す事を「技術的奇襲」と言う場合がある。
- 考古学研究者である藤原哲の2004年論文『弥生時代の戦闘戦術』によれば、弥生時代早期から中期（西日本）では、短剣による背後からの殺傷や弓矢による側面・背後からの殺傷人骨が多く、数人単位の戦闘が主であり、弥生中期末から後期に矢を射てから最後は剣で止めを刺す戦闘スタイルになったと考えられ、弥生前半では、小規模な「奇襲・襲撃・裏切り」が中心であり、後半から激しい「集団戦」の比重が高まると想定された。記・紀神話内で、奇襲が卑怯とされないのも、西日本では弥生期から伝統的（かつ一般的）な戦術であったためと考えられる。

## 関連
奇襲は、現在では一般用語のひとつとなっている。例えばチェスや将棋では、意表をつくような手を、本格的な戦法と比して奇襲戦法などと呼ぶ。鬼殺しなどが有名。
一般には悪手とされ、正確な対応をされた場合には不利、もしくは必敗に陥るような作戦を通常指していたが、実際に調べてみたり実戦で試してみると正確な対応策とされてきた指し方でも咎めるまでに至らず、意外にも使えることが分かることもある。
一般に指されることが少なく、相手には奇異に映る戦法であっても、不利な分かれとなる定跡が確立していないか存在しない場合は、マイナー戦法ではあっても奇襲戦法とは一般にはいわれない。
球技や格闘技でも、そのチームや選手の通常のスタイル・通常考えられる起用法からかけ離れた攻撃を繰り出すことを奇襲と呼ぶことがある。プロレスでいえば試合開始直後に通常ならフィニッシュ・ホールドになるような大技を繰り出す、野球ならエースでもなければ有力先発投手でもない選手を開幕戦・シリーズ第1戦の先発投手に起用する、相撲の場合は立合いの変化など。